# Травянко Віталій Іванович
Віта́лій Іва́нович Травя́нко (нар. 22 липня 1958) — український державний діяч, заслужений працівник сільського господарства України.

## Біографія
Народився 22 липня 1958 року в селі Федорівка Бобринецького району Кіровоградської області. Українець.
У 1980 році закінчив Бобринецький сільськогосподарський технікум.
З 1980 по 1992 роки працював головним агрономом колгоспу «Червоний Жовтень» Арбузинського району Миколаївської області.
У 1987 році закінчив Українську сільськогосподарську академію.
З 1992 по 1999 роки — голова колективного сільськогосподарського підприємства «Новогригорівське» Арбузинського району Миколаївської області.
У 1999–2002 роках — голова Арбузинської районної державної адміністрації Миколаївської області.
Навчався в Одеській філії Української академії державного управління при Президентові України.
З 2002 по 2008 роки — заступник голови Миколаївської обласної ради.
У 2008 році призначений заступником голови Миколаївської обласної державної адміністрації з питань аграрно-промислового комплексу. Звільнений з посади 7 листопада 2012 року.

## Нагороди і почесні звання
Удостоєний почесного звання «Заслужений працівник сільського господарства України». Нагороджений Почесними грамотами Верховної Ради України та Кабінету міністрів України.

## Громадська діяльність
Обирався депутатом Миколаївської обласної ради чотирьох скликань поспіль.
Був членом Народної партії, потім перейшов до Партії регіонів.

## Участь у виборах 2012 року
На виборах до Верховної Ради України 2012 року висунутий кандидатом у народні депутати України від Партії регіонів по одномандатному виборчому окрузі № 132.
В ході передвиробчої компанії двічі визнавався Миколаївським окружним адміністративним судом порушником Закону України «Про вибори народних депутатів України».
Після підбиття протоколів результатів дільничних виборчих комісій, на сайті ЦВК станом на 30 жовтня у ВО № 132 лідирував кандидат від Об'єднаної опозиції А. Корнацький з перевагою у більш ніж 4 тисячі голосів. Проте згодом з'явилася інформація про неточність електронних даних, наданих ЦВК, в результаті чого було заявлено про перемогу кандидата від ПР — чинного заступника голови облдержадміністрації В. Травянка. Після цього окружком ухвалив рішення перерахувати голоси по протоколах ДВК з мокрими печатками.
1 листопада Адміністративний суд м. Миколаєва ухвалив Постанову про вилучення протоколів з мокрими печатками (після позовної заяви одного з кандидатів у депутати). Вилучення за рішенням суду протоколів з виборчого округу № 132 призвело до протистояння мітингувальників та правоохоронців у м. Первомайську.
Рішенням ЦВК результати виборів по округу № 132 не були визнані. Призначено перевибори.